# Annette van der Most-de Ridder
A.A. (Annette) van der Most-de Ridder (ca. 1940) is een Nederlands politicus van de VVD.
In 1970 stond ze in Nieuwkoop op de VVD-kandidatenlijst voor de gemeenteraadsverkiezingen maar werd niet verkozen. Toen in 1973 een VVD-gemeenteraadslid vertrok kwam ze alsnog in de raad. Van 1976 tot 1990 was Van der Most-de Ridder wethouder van de gemeente Nieuwkoop en vanaf 1994 opnieuw. In april 1995 werd ze de burgemeester van Abcoude wat ze zou blijven tot ze in mei 2004 vervroegd met pensioen ging.